# Moreira (futebolista)
Ismael Moreira Braga, mais conhecido como Moreira (Rio de Janeiro, 18 de maio de 1945) é um ex-futebolista brasileiro que atuava como lateral-direito.

## Carreira
Começou sua carreira no juvenil do Bonsucesso.
Em fevereiro de 1965, se transferiu para o Botafogo. Estreou em 7 de setembro de 1965, no empate em 0x0 contra o America.
Pelo Alvinegro Carioca foi bicampeão da Taça Guanabara e do Campeonato Carioca em 1967 e 1968. Venceu também o Campeonato Brasileiro de 1968 (Taça Brasil).
Sua despedida aconteceu em 31 de janeiro de 1971, em amistoso contra o Atlético Nacional, em Medellin. Pelo Glorioso, atuou em 213 jogos e marcou 1 gol.
Ainda 1971, foi envolvido em uma troca com o Santos, quando o Botafogo cedeu Moreira, Rogério e Ferretti pela contratação de Carlos Alberto Torres, capitão do Tri. Moreira, Ferretti e Rogério Hetmanek foram acusados pela torcida do Fogão de fazer corpo mole e ficaram conhecidos como “Os Três Bandidos”.
Entre 1972 e 1973, atuou pelo Flamengo, onde participou de 109 partidas e marcou 1 gol. Pelo rubro-negro ganhou novamente o carioca, no ano de 1972.
Na sequência, defendeu o Olaria Atlético Clube na disputa do Campeonato Brasileiro de 1974.
Pela Seleção Brasileira de Futebol fez 3 jogos, entre 1967 e 1968.

## Títulos
Botafogo
- Torneio Início: 1967
- Taça Guanabara: 1967, 1968
- Campeonato Carioca[5][6]: 1967, 1968
- Taça Brasil: 1968
- Triangular de Caracas: 1970

Flamengo
- Campeonato Carioca[5][6]: 1972[7]